# Судріджу
Судріджу (рум. Sudrigiu) — село у повіті Біхор в Румунії. Входить до складу комуни Рієнь.
Село розташоване на відстані 372 км на північний захід від Бухареста, 66 км на південний схід від Ораді, 91 км на захід від Клуж-Напоки, 131 км на північний схід від Тімішоари.

## Населення
За даними перепису населення 2002 року у селі проживали 359 осіб. Усі жителі села рідною мовою назвали румунську.
Національний склад населення села:
| Національність | Кількість осіб | Відсоток |
| -------------- | -------------- | -------- |
| румуни         | 348            | 96,9%    |
| цигани         | 11             | 3,1%     |